# Chlorpikrin
Chlorpikrin (též známý jako PS; systematický název trichlor(nitro)methan) je organická sloučenina se vzorcem Cl3CNO2. Tato bezbarvá, prudce jedovatá kapalina se používala jako chemická zbraň, nyní se využívá jako fumigant a nematocid.

## Historie
Chlorpikrin byl objeven v roce 1848 skotským chemikem Johnem Stenhousem. Ten ho připravil reakcí chloračního činidla s kyselinou pikrovou:
HOC6H2(NO2)3 + 11 NaOCl → 3 Cl3CNO2 + 3 Na2CO3 + 3 NaOH + 2 NaCl
Podle názvu použitého prekurzoru nazval Stenhouse objevenou sloučeninu „chlorpikrin“, přestože má zcela jinou strukturu než kyselina pikrová.

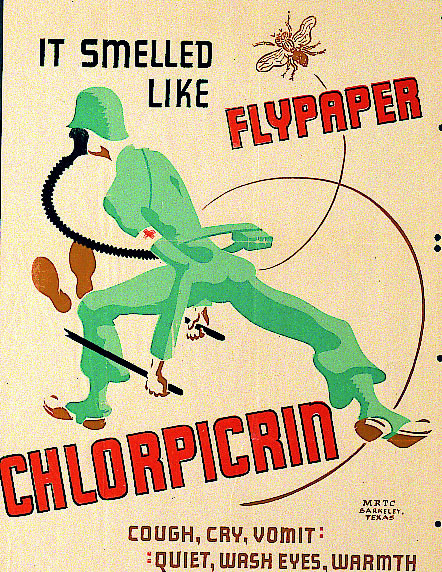
Chlorpikrin na plakátu z druhé světové války

Nejznámějším použitím chlorpikrinu bylo jeho nasazení v první světové válce. Roku 1917 se objevily zprávy, že Němci testují a používají novou chemickou zbraň. Touto zbraní byl chlorpikrin. Přestože není tak smrtící jako jiné chemické zbraně, způsobuje zvracení a je slzotvornou látkou. Tato kombinace vlastností nutila vojáky Dohody kvůli zvracení sundat masky, čímž pak byli vystaveni toxickým plynům. Proto chlorpikrin způsobil velké ztráty na italské frontě.
Dle Ministerstva zahraničí Spojených států amerických použilo Rusko chlorpikrin v roce 2024 při bojích na Ukrajině.

## Příprava
Chlorpikrin se vyrábí reakcí nitromethanu s chlornanem sodným:
H3CNO2 + 3 NaClO → Cl3CNO2 + 3 NaOH

## Vlastnosti
Chlorpikrin je bezbarvá kapalina, ve vodě se nerozpouští ani s ní nereaguje. Tlak par je 24 mmHg, což znamená těkavost mezi fosgenem a yperitem, blíže však k fosgenu, který je podobnou sloučeninou. Testy ukázaly, že nutí člověka nedobrovolně zavřít oči. Vstřebává se při vdechování, požití i přes kůži. Silně dráždí plíce, oči a kůži. Vzhledem k těmto vlastnostem je jako chemická zbraň použitelný jen v uzavřených pouzdrech.

## Použití
V současné době se chlorpikrin používá jako fumigant proti škůdcům v půdě. Méně často je používán jako jed proti obratlovcům, například králíkům. Běžně se kombinuje s jinými fumiganty, například brommethanem nebo fluoridem sulfurylu, pro zesílení účinku a jako varovné činidlo.

## Bezpečnost
Chlorpikrin je vysoce toxický. Podle NIOSH 1995:
- Chlorpikrin je slzotvorný a silně dráždivý pro dýchací systém člověka. Při kontaktu způsobuje také silné podráždění kůže. Při kontaktu s okem způsobuje edém a poleptání rohovky.
- Expozici koncentraci 15 ppm nelze tolerovat déle než 1 minutu, expozice 4 ppm během několika sekund dočasně ochromuje.
- Expozice 0,3 – 0,37 ppm po dobu 3 až 30 sekund způsobuje slzení a bolest očí. Expozice 15 ppm po dobu několika sekund může poškodit dýchací systém.
- Expozice 119 ppm po dobu 30 minut je smrtelná. Smrt je způsobena edémem plic.

Při průmyslové havárii v továrně na celulózu bylo 27 pracovníků vystaveno vysokým koncentracím chlorpikrinu po dobu 3 minut. Po 3 až 12 hodinách, během kterých trpěli dráždivým kašlem a dýchacími obtížemi, se vyvinula pneumonitida, následně plicní edém. Jeden pracovník zemřel.
Vzhledem ke stabilitě chlorpikrinu jsou k ochraně třeba vysoce účinné absorbenty, například aktivní uhlí. Chlorpikrin, na rozdíl od příbuzného fosgenu, je snadno vstřebáván při jakékoli teplotě, což může znamenat hrozbu ve studeném nebo horkém podnebí.
Používání chlorpikrinu bylo omezeno vládou USA, tato restrikce však již vypršela.